# Friedrich Seggel

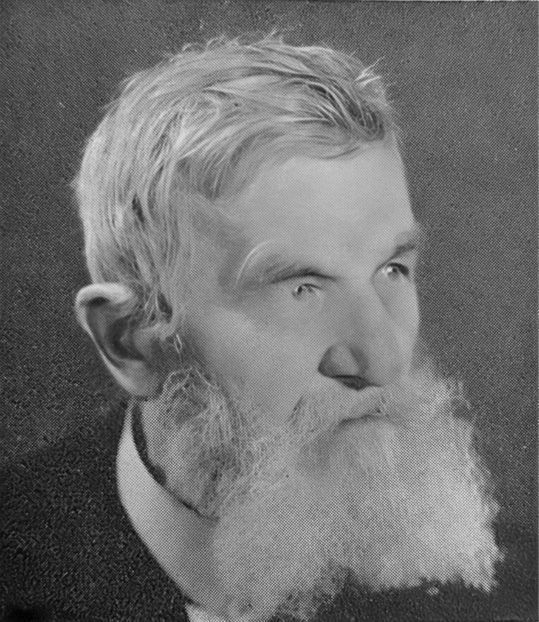
Friedrich Seggel im Alter von 85 Jahren

Friedrich Seggel (* 12. Mai 1877 in München; † 1965) war ein evangelisch-lutherischer Pfarrer in Mistelgau, Landkreis Bayreuth. 

## Leben
Friedrich Seggel studierte evangelische Theologie an den Universitäten in München, Erlangen und Leipzig. Neben u. a. Otto Weber und Hans Bluntschli gehörte er 1896 zu den Gründungsmitgliedern der christlichen Studentenverbindung Münchener Wingolf. In den beiden folgenden Jahren trat er auch dem Erlanger Wingolf und dem Leipziger Wingolf bei.
In seiner Predigt in Mistelgau und in der Filialkirche in Glashütten am 16. November 1938 (aus Anlass des Buß- und Bettages) hatte Friedrich Seggel die Ausschreitungen gegen die Juden in der sogenannten Reichspogromnacht verurteilt: Die in den vergangenen Tagen (8., 9., 10. November 1938) gegen die Juden durchgeführten Empörungsaktionen seien vom christlichen Standpunkte aus zu verurteilen. Ein Christenmensch mache so etwas nicht, das seien Untermenschen gewesen.  Er wurde daraufhin am 28. Februar 1939 wegen Vergehens gegen § 2 des Gesetzes gegen heimtückische Angriffe auf Partei und Staat angezeigt und im März 1939 von der Polizei inhaftiert. 
Er hatte sich im Oktober 1934 auch aktiv an den Protesten gegen die zwangsweise Absetzung des Bischofs der bayerischen Landeskirche, Hans Meiser, beteiligt.
In Mistelgau ist eine Straße nach Friedrich Seggel benannt.